# Ashizuri (train)
L'Ashizuri (あしずり, Ashizuri) est un train express existant au Japon et exploité par les compagnies JR Shikoku et Tosa Kuroshio Railway qui roule de Kōchi à Sukumo en passant par Shimanto.

## Histoire
Le service Ashizuri (足摺) est créé le 15 avril 1961 en tant que train semi-express. Il devient un train express le 5 mars 1966 puis son orthographe change en あしずり le 1er octobre 1968. Il devient un service Limited Express le 21 novembre 1990.

## Gares desservies
Le train circule de Kōchi jusqu'au sud de la préfecture de Kōchi et la gare de Sukumo, en empruntant les lignes Dosan, Nakamura et Sukumo.
| Liste des gares desservies |
| -------------------------- |
| Kōchi                      |
| Asahi （※）                |
| Asakura （※）              |
| Ino                        |
| Sakawa                     |
| Ōnogō （※）                |
| Susaki                     |
| Tosa-Kure                  |
| Kubokawa                   |
| Tosa-Saga                  |
| Tosa-Kamikawaguchi （※）   |
| Tosa-Irino                 |
| Kotsuka （※）              |
| Nakamura                   |
| Hirata                     |
| Sukumo                     |

（※）Certains Limited Express Ashizuri ne s'arrêtent pas à ces gares.

## Matériel roulant
Les trains utilisées sur ce service sont des rames de la série 2000 ou 2700.

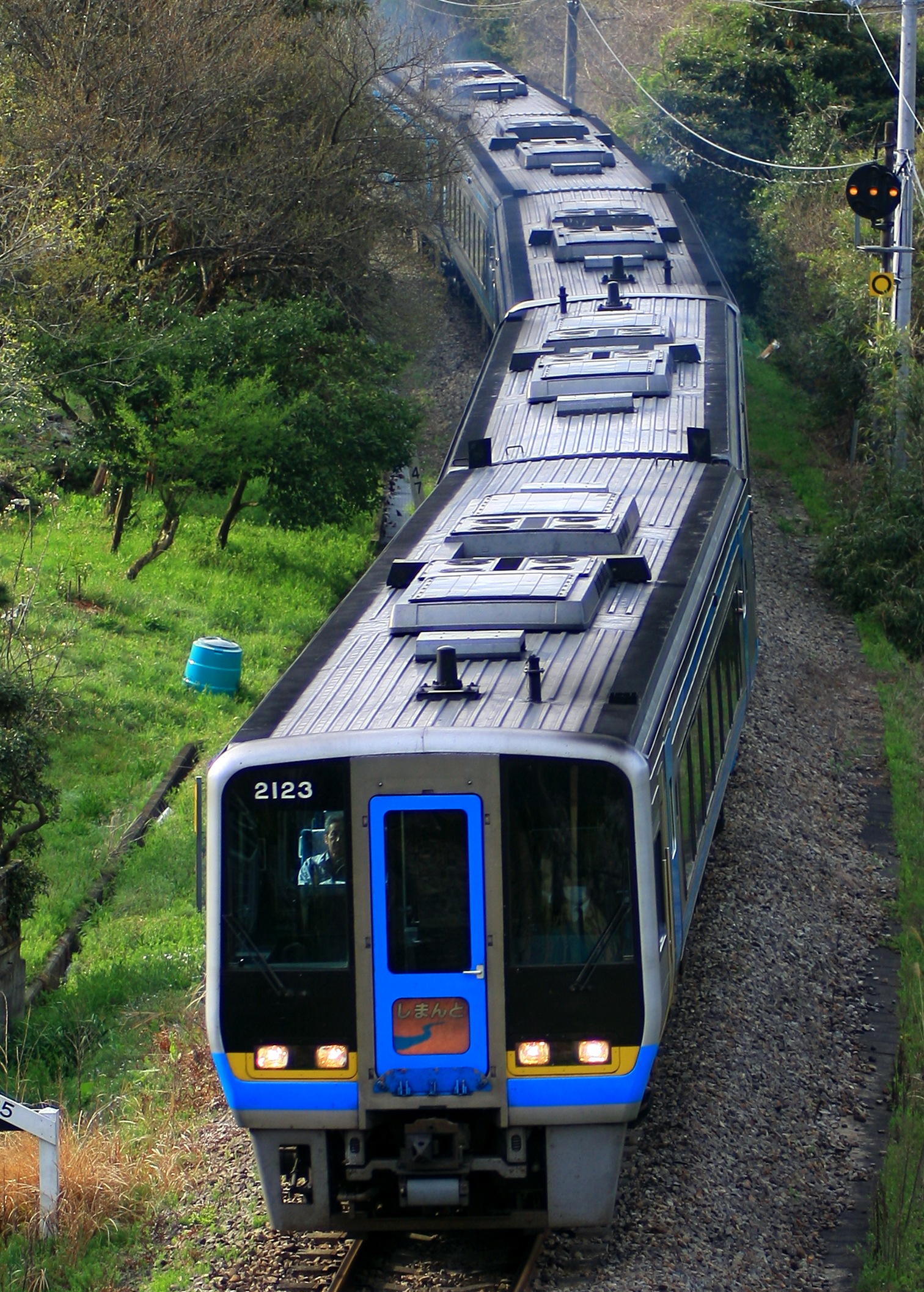
Limited Express de série 2000-2123.
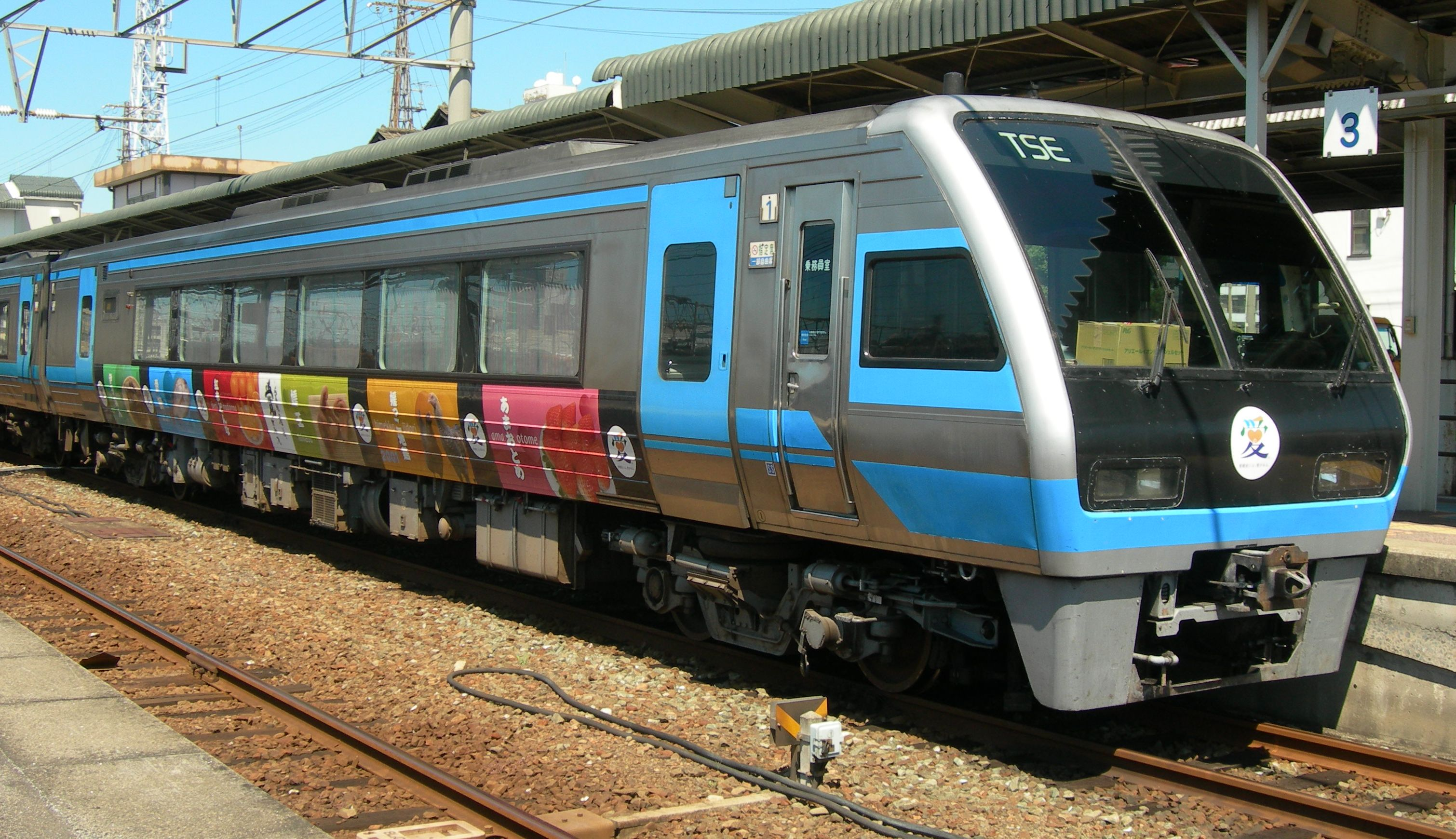
Limited Express de série 2000-2001
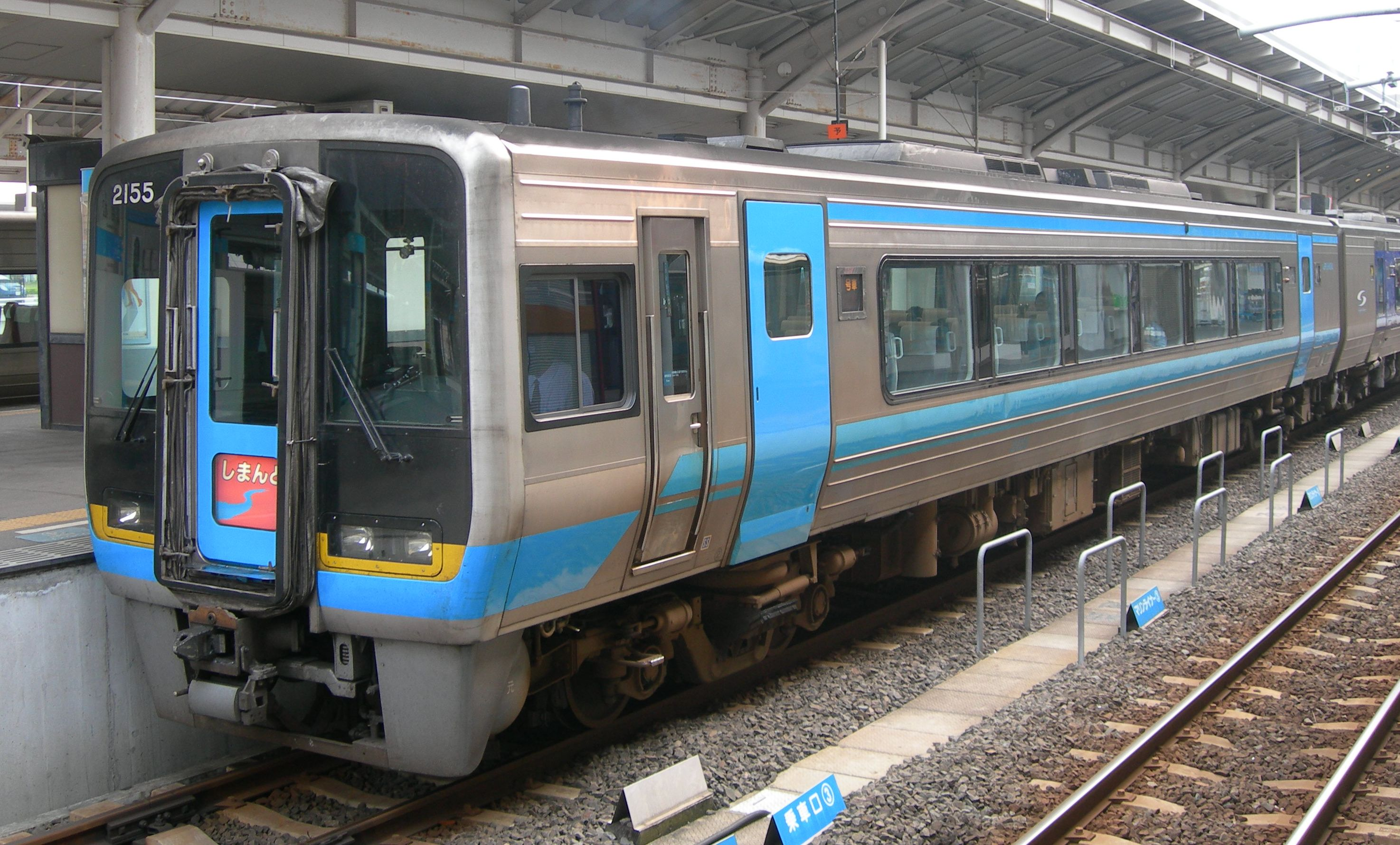
Limited Express de série 2000-2155
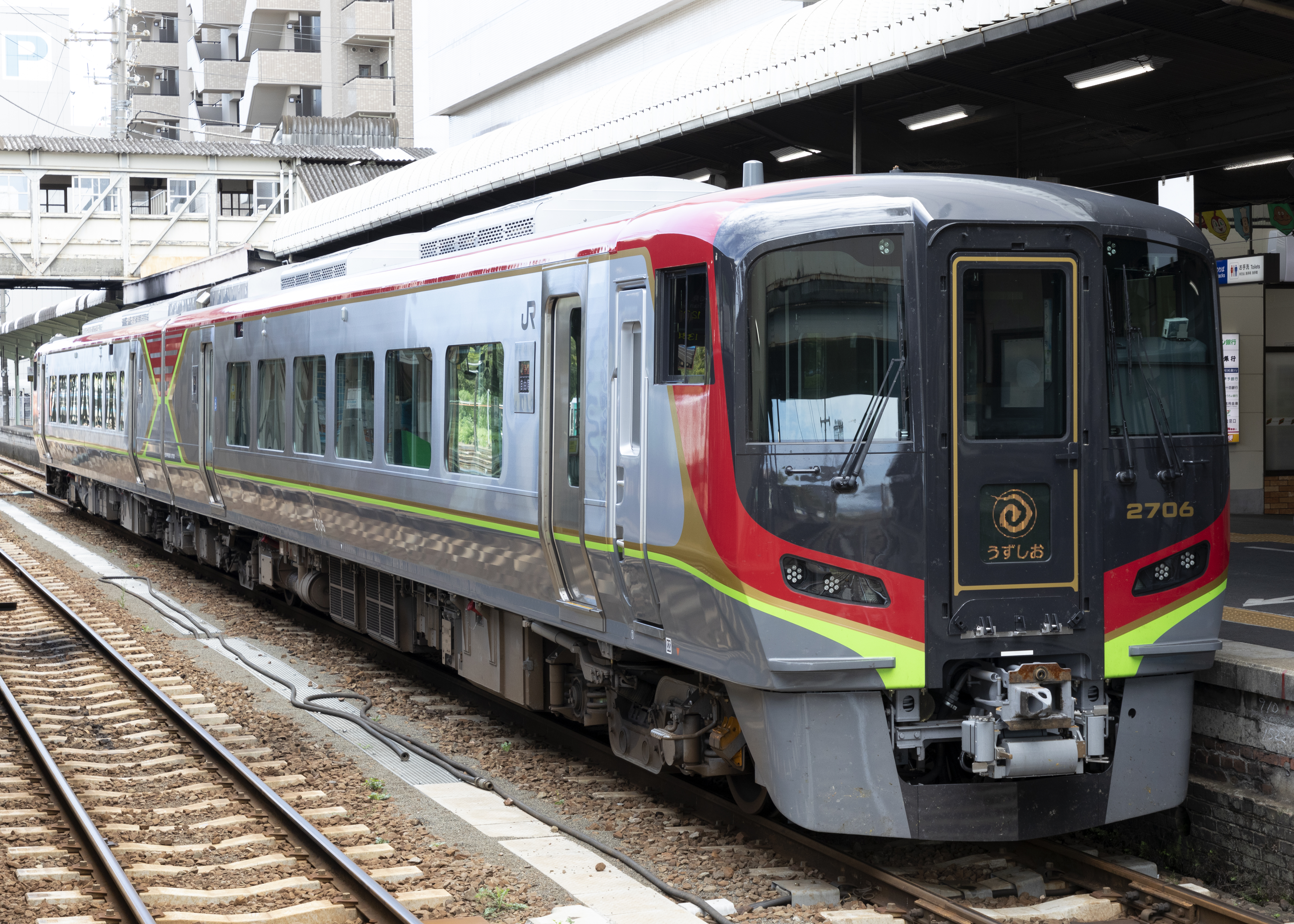
Limited Express de série 2700

## Composition des rames
Au 28 septembre 2019, les Ashizuri utilisent des trains de deux, trois ou quatre voitures. Tous les trains sont complètement non fumeurs.
- Ashizuri no 1-2-5-6-7-8-9-12-13-14

| N° de voiture | 1       | 1           | 2           |
| Agencement    | Réservé | Non Réservé | Non Réservé |

- Ashizuri no 3-4-10-11

| N° de voiture | 1     | 1       | 2       | 2           | 3           |
| Agencement    | Green | Réservé | Réservé | Non Réservé | Non Réservé |

- Ashizuri no 15

| N° de voiture | 1     | 1       | 2       | 3           | 4           |
| Agencement    | Green | Réservé | Réservé | Non Réservé | Non Réservé |